# Ногохвостка водяная
Ногохвостка водяная, или вилохвостка водяная (лат. Podura aquatica) — вид коллембол из семейства Poduridae.

## Описание
Длина около 1—2 мм. Окрашены от тёмно-коричневого до сине-черного цвета. Голова гипогнатическая. Прыгательная вилка большая.
Живут на поверхности воды в стоячих водоёмах (на прудах, каналах и водно-болотных угодьях, в лужах) и на водных растениях.